# كونزية مولرية
كونزية مولرية (الاسم العلمي:Kunzea muelleri) هي نوع من النباتات تتبع جنس الكونزية من فصيلة الآسية. تم وصف هذا النوع من النبات علمياً لأول مرة من قبل جورج بنتام سنة 1867. سمي هذا النوع نسبةً إلى عالم النبات الألماني فرديناند فون مولر.